# Bourdeu (apellido)
Bourdeu (así como Bordeu, del cual deriva) es un apellido toponímico de origen bearnés y perteneciente por tanto al occitano.

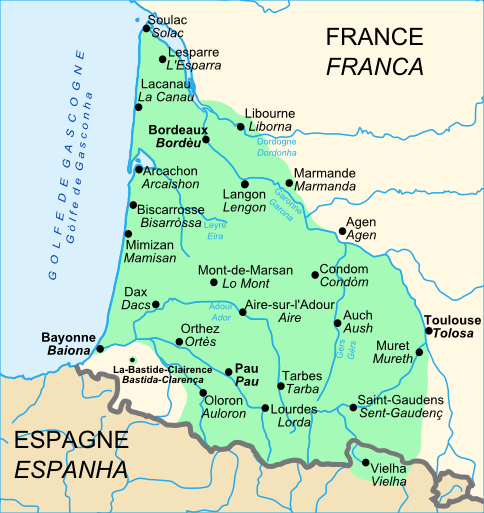
Mapa de Gascuña con nombres franceses y gascones.

## Marco de referencia
Los apellidos —nombres de familia fijos a través del tiempo— empezaron a formarse a partir del siglo XIII. Estabilizados hacia el siglo XV, sólo se fueron fijando con la organización del registro de estado civil, que en Francia Francisco I hizo obligatorios por el artículo 51 de la Ordenanza de Villers-Cotterêts, de 1539. Estos registros civiles fueron, hasta la Revolución, llevados por la Iglesia. El estado civil de los protestantes (siempre en Francia), fue mantenido por los pastores mientras estuvo en vigor el Edicto de Nantes (1598-1685). En cuanto a los judíos (continuamos refiriéndonos a Francia), la obligación de registrar su estado civil les fue impuesta por Napoleón mediante un decreto del 20 de julio de 1808, que les otorgaba además seis meses de plazo para adoptar un nombre de familia.

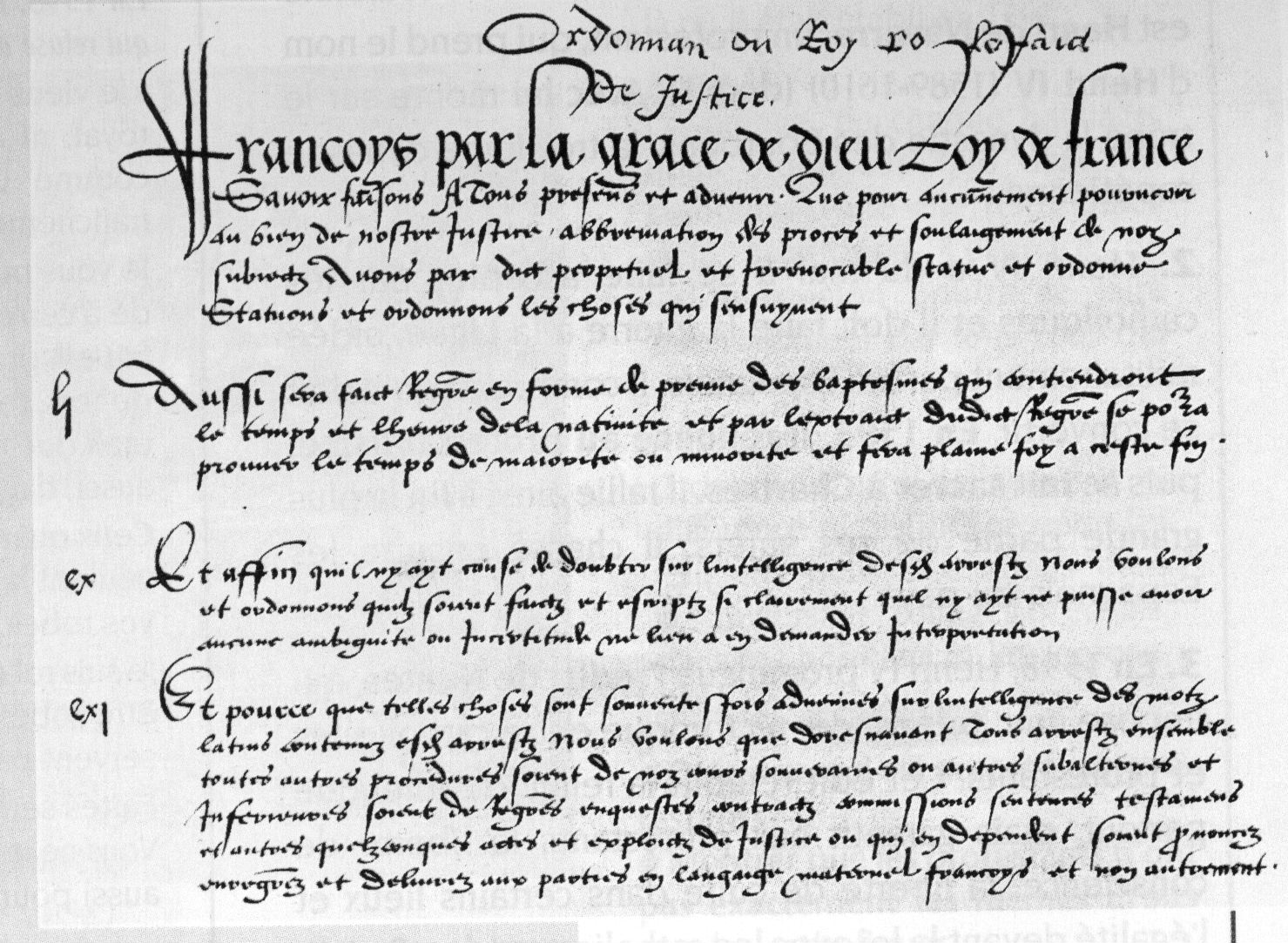
Primer folio de la Ordenanza de Villers-Cotterêts.

## Frecuencia y difusión
Bourdeu es relativamente frecuente en su zona de origen, el antiguo vizcondado de Béarn (el 60 % oriental del actual departamento francés de Pirineos Atlánticos) y con el transcurso del tiempo se ha extendido a otras partes de la región francesa de Aquitania y más allá.
Actualmente (septiembre de 2015) es el apellido que ocupa el orden de frecuencia 64303.º entre los apellidos de Francia; es decir, que es poco extendido. Fuera del territorio metropolitano de ese país, hay personas de apellido Bourdeu que viven en Argentina, Estados Unidos (Luisiana y Misisipi), Perú, Canadá, la República Dominicana y la isla de La Reunión.

## Etimología
“Bourdeu” es la forma meridional, gascona, del nombre de la ciudad francesa de Bordeaux (en castellano, Burdeos) y designa a un originario de esa ciudad. Corresponde señalar que «originario» no debe tomarse en antroponimia en un sentido estricto ya que una determinada persona puede ser identificada con el nombre de una localidad por muchas razones, además de haber nacido en ella: por llegar a un logar proviniendo de ella, por haber residido en o viajado a ella, por mencionarla con frecuencia, etc.

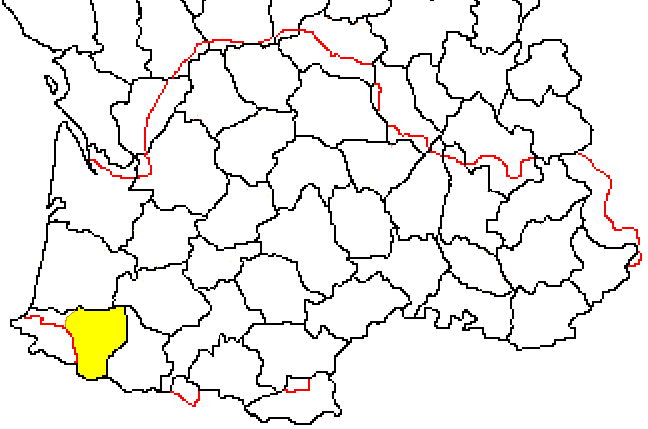
Situación del Bearn en amarillo. La línea roja indica el área de extensión del dominio lingüístico occitano.

### Historia y evolución
La ciudad de Burdeos cuyo nombre en gascón es origen del apellido Bourdeu fue conocida desde el siglo I en adelante como Burdigala. Con los años fue experimentando distintas variantes (Burdegale, Burdeghla, Burdiale, etc.). También, el nombre de la ciudad fue dando lugar a designaciones de personas que en rigor no fueron verdaderos apellidos transmisibles de padre a hijo, sino en realidad apodos, de los que por la relativa notoriedad de los personajes han llegado a nosotros las formas más o menos latinizadas que se empleaban en los documentos.
El primer registro de las formas originales del apellido es del siglo XII. Figuran en el cartulario de Morlaas (piezas XXXVII, XXXIX, pág. 347, 350):
- Pelegrinus de Bordel, actuando como testigo entre 1175 y 1190,[nota 3]
- Bernard de Bordeu, actuando como garante, y
- Pelegri de Bordeu, actuando como testigo entre 1170 y 1190.

En cuanto al apelativo “peregrino”, es interesante notar que Morlaas y su iglesia de Santa Foy (que data del siglo XI), era una etapa de la Vía Tolosana, nombre latino de uno de los cuatro caminos de peregrinaje, en Francia, hacia Santiago de Compostela. No eran pocos los peregrinos que por distintos motivos interrumpían su viaje.

## En el censo de 1385
El 5 de julio de 1385, el vizconde Gastón III de Foix-Bearne ordenó levantar un censo como herramienta para distintas acciones de su gobierno, en especial para fines impositivos. El censo individualizó las casas de familia (habitadas o no) denominadas en la época foecs (o sea ‘fuegos’, es decir, ‘hogares’) y abarcó los 14 bailiazgos y los tres valles del país. Se relevaron así las 420 ciudades y aldeas entonces existentes, detallando, para cada casa, el nombre y a veces también la profesión del propietario. El apellido Bordeu/Bourdeu aparece en este censo mencionado en 14 oportunidades: una vez en las localidades de —con su nombre actual—: Salies, Herrère, Arue y Laruns, dos en Orthez, y ocho veces en la ya mencionada Morlaàs.

## Pronunciación
Señalemos primero que en gascón y en su variante el bearnés el nombre de la ciudad del Gironda se denominaba “Bordeu”, cuya pronunciación figurada en español es Burdéu de la que surgió luego una variante parcialmente francizada o francofonizada en Bourdeucon, originalmente, idéntica pronunciación
Resulta imposible separar netamente lo que se relaciona con la pronunciación de lo que vincula con la escritura. Señalemos ante todo que, como es lógico, las modificaciones que se fueron produciendo en los idiomas en cualquier región del mundo afectaron a los nombres, ya que éstos son obviamente parte de aquellos. Así hay que reparar que en Béarn coexistieron durante mucho tiempo el idioma bearnés como lengua usual y el idioma francés que se iba imponiendo lentamente.

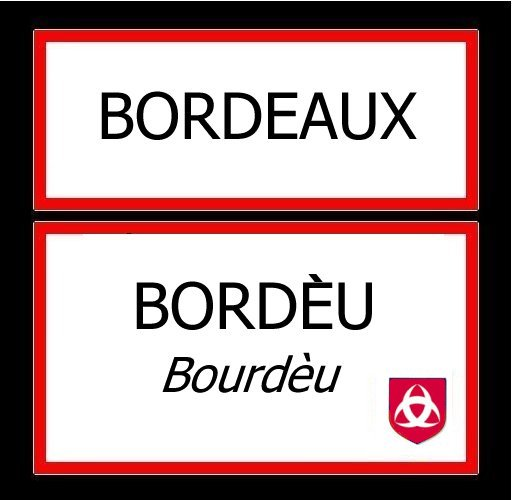
Cartel vial propuesto, en francés (arriba de todo) y en occitano, y éste en la grafía “clásica” (centro del cartel) y “febusiana” (parte inferior).

Concretamente, en lo que hace a los documentos oficiales, esa coexistencia inició en el año 1620 en que el Béarn semiindependiente fue anexado al reino de Francia y culminó en 1789 en que la Revolución hizo obligatorio el uso del francés. Esa coexistencia fue determinando que muchas veces la necesaria intervención de sacerdotes o escribas no muy conocedores de lenguajes escritos, llevara a dos situaciones básicas con los individuos del apellido que tratamos: 
- Por un lado estuvieron quienes —voluntariamente o no— conservaron la pureza gráfica gascona de su apellido “Bordeu” y, en cambio, debieron soportar una paulatina deformación fonética ya que ese término se pronuncia en francés “b[o]rd œ”,[nota 4] lo que no era la fonética original.
- Por otra parte, quienes —también voluntariamente o no— vieron algo más representada la pureza fonética gascona y en cambio vieron modificada la escritura, francofonizándola o afrancesándola parcialmente en “Bourdeu”, para que sonara B[u]rd œ, algo más parecido al “B[u]rd[e][u]” gascón y bearnés original, sonido este último que en español puede representarse figuradamente “Burdéu” como se indicó más arriba.

Pero los cambios en la escritura no deben hacer creer en cambios en la pronunciación. En realidad esta última no cambió casi nada, sólo se fue usando la ortografía francesa, de creciente influencia, para representar los mismos y viejos sonidos.

## Variantes
Bourdeu es, como ya consta, variante de Bordeu. De Bordeu derivan también Bordeau y Bordiu. Bourdieu es en algunos casos variante de Bourdeu, así como Bourdu y Bourdiu (infrecuentes) y Bourdeau que también es apellido propio de la zona del Lemosín e, independientemente, el nombre de una localidad y antiguo feudo en Saboya.

## Otra apariciones del apellido y del topónimo

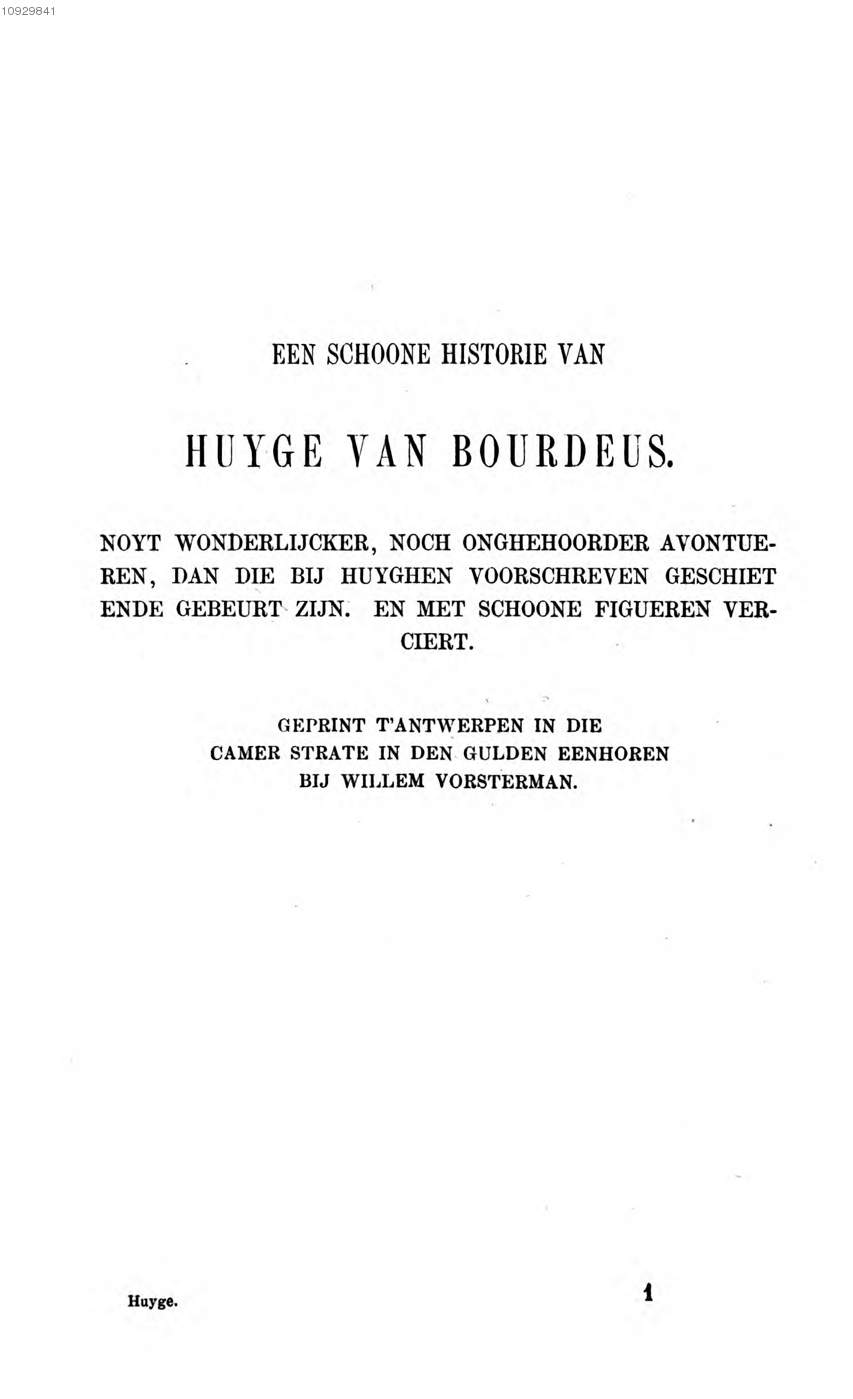
Portada de la obra neerlandesa “Una linda historia por Huyge van Bourdeus...”

- “El Sr. de Bourdeu” es uno de los protagonistas de La conquista de Plassans, novela de Émile Zola, de 1874, la cuarta de la serie “Los Rougon-Macquart”.
- Existen ediciones de la obra en forma de diálogo “Le rêve de D'Alembert” (El sueño de D'Alembert) de Denis Diderot que mencionan a uno de los protagonistas como “El Dr. Bourdeu”. Se trata de un error, ya que el personaje que Diderot quiso presentar en su obra es en realidad el médico bearnés Téophile de Bordeu (1722-1776).
- En la formación inicial de la matemática rusa Sofia Kovalévskaya parece haber tenido importancia un volumen mencionado como el “Álgebra de Bourdeu”, sin que se aporten datos ni de la obra ni del autor.[12][13]
- La Biblioteca de la Asociación literaria de Stuttgart, editó en 1869 un libro popular de los Países Bajos, “Una linda historia por Huyge van Bourdeus...”. El título en neerlandés es “Een schoone historie van Huyge van Bourdeus. Noyt wonderlijcker, noch onghehoorder avontueren, dan die bij huyghen voorschreven geschiet ende gebeurt zijn. En met schoone figueren verciert”. No hay vinculación etimológica o genealógica conocida entre “Bourdeu” y “van Bourdeus”.
- Entre los dichos gascones sobre cuestiones climáticas, hay uno que incluye los términos de que trata este artículo.[14] Es el que dice: Mountagne clare, Bourdeù escu: Plouye de segu (‘La montaña clara, Burdeos oscura, la lluvia es segura’).